# Modschiedel
Modschiedel ist ein Gemeindeteil von Weismain im oberfränkischen Landkreis Lichtenfels.

## Geografische Lage
Modschiedel befindet sich auf einer Hochebene, etwa 4,5 Kilometer östlich des Kleinziegenfelder Tals. Die Hochebene gehört zu den nördlichen Ausläufern des Frankenjuras im Naturpark Fränkische Schweiz – Frankenjura. Der Stadtkern von Weismain befindet sich etwa 6,1 Kilometer nördlich.

## Geschichte

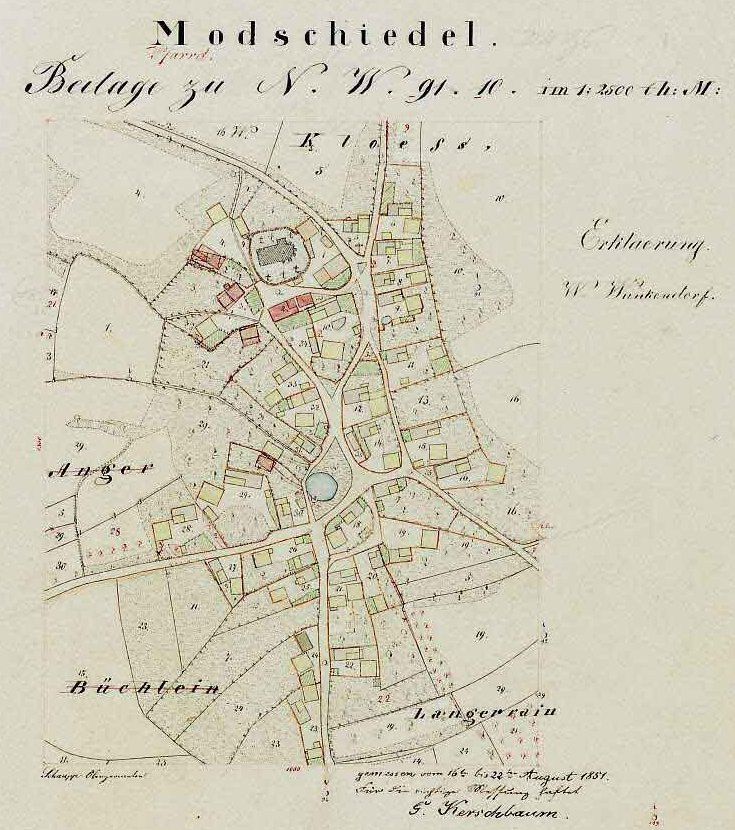
Historische Karte von Modschiedel aus dem Jahr 1851

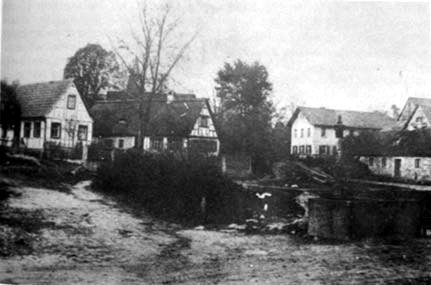
Der Dorfplatz von Modschiedel in der zweiten Hälfte des 19. Jahrhunderts

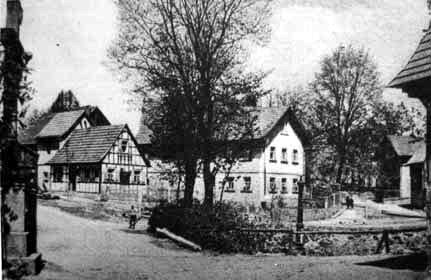
Der Dorfplatz von Modschiedel in der ersten Hälfte des 20. Jahrhunderts

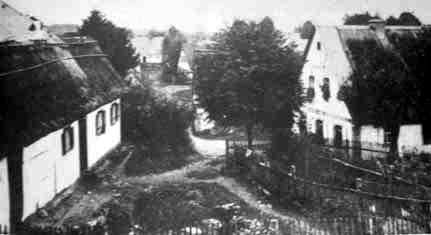
Der Dorfplatz von Modschiedel aus Blickrichtung des heutigen Kindergartens Ende des 19. Jahrhunderts

Die Geschichte des Ortes Modschiedel ist eng verbunden mit der des Adelsgeschlechtes der Modschiedler zu Gerau (Görau).
Ab dem 12. Jahrhundert wurden erstmals Modschiedler (als Adelsfamilie) genannt, vermutlich als Ministerialen, Lehensmänner oder Vasallen. Auf dem Gelände des heutigen Pfarrhauses könnte es zur damaligen Zeit einen umwehrten Hof oder einen Turmhügel gegeben haben. Die Ansiedlung von Bauern rund um dieses Anwesen ergab eine erste Siedlung.
Im von Johann Gottfried Biedermann veröffentlichten Geschlechts=Register Der Reichs – Frey – unmittelbaren Ritterschaft Landes zu Francken Löblichen Orts=Gebürg, erschienen im Jahr 1747, wird die erste authentische Nennung Modschiedels auf das Jahr 1300 datiert. Zusammen mit der Tatsache, dass die örtliche Pfarrei 1382 ausgegliedert wurde, liegt nahe, dass das Dorf bereits Anfang und Mitte des 14. Jahrhunderts eine verhältnismäßig große Siedlung war. 1459 erhielten die Herren Modschiedel das Leibgeding der Burg Wald.
Die Kirche St. Johannes Baptista in Modschiedel wurde erstmals 1382 als Kapelle erwähnt. Die erste größere Umbauphase fand zwischen 1496 und 1508 statt, bei der die Kirche in etwa ihre heutige Bauform erhielt. Der rechteckige Turm wurde 1618 erbaut, das Langhaus 1694 verlängert, die Emporen und die Holzdecke wurden 1725 eingebaut. Auch in den folgenden Jahrhunderten fanden zahlreiche Baumaßnahmen statt, die insbesondere die innere Gestaltung betrafen. Aufgrund der massiven Bauweise mit einer Umwehrung, Schießscharten und Mauerstärken von teilweise dreiviertel Metern gilt die Kirche als Wehrkirche.
Die Freiwillige Feuerwehr Modschiedel wurde am 23. November 1869 gegründet. 1886 wurde eine Wasserleitung von Weiden nach Modschiedel gelegt, bei der sich das Wasser in einen Brunnentrog ergoss. Dadurch konnte die häufige Wasserknappheit im Dorf beseitigt werden, die gelegentlich auch der Feuerwehr Probleme bereitet hatte. 1924 wurde die Wasserleitung mit Hausanschlüssen erweitert und ein Löschwasserreservoir für die Feuerwehr angelegt. Strom erhielt das Dorf vier Jahre später, 1928.
Am 8. September 1989 wurde der Blasmusikverein Blasmusik Modschiedel gegründet, die Jugendgruppe im Jahr 1995.

### Eingemeindung
1976 wurde die ehemalige Gemeinde Modschiedel mit ihren Teilorten Wohnsig und Wunkendorf im Zuge der Gemeindegebietsreform nach Weismain eingemeindet.

### Einwohnerentwicklung
Die Tabelle gibt die Einwohnerentwicklung von Modschiedel  wieder.
| Jahr | Einwohner             | Quelle |
| ---- | --------------------- | ------ |
| 1617 | ca. 150 (30 Familien) | [ 8 ]  |
| 1872 | 205                   | [ 9 ]  |
| 1877 | 198                   | [ 10 ] |
| 1900 | 221                   | [ 11 ] |
| 1925 | 217                   | [ 12 ] |
| 1950 | 238                   | [ 13 ] |
| 1970 | 189                   | [ 14 ] |
| 1987 | 172                   | [ 15 ] |
| 2001 | 178                   | [ 16 ] |
| 2010 | 172                   | [ 17 ] |
| 2015 | 164                   | [ 18 ] |
| 2018 | 170                   | [ 1 ]  |

### Das Geschlecht der Modschiedler
Die Modschiedler (auch Modschiedler von Gerau) gelten als ein altes, fränkisches Rittergeschlecht, welches dem Ritterkanton Gebürg angehörte. Um 1300 gehörten der Familie zahlreiche Besitztümer in den nördlichen Ausläufern des Fränkischen Juras, vor allem im Bereich der heutigen Landkreise Lichtenfels, Kulmbach und Bayreuth. Unter anderem gehörte dazu die Burg Niesten.

### Etymologie
Der Name Modschiedel kommt aus dem Slawischen und bedeutet etwa so viel wie Siedlung im Moor oder nassen Sumpf. Bis zur Mitte des 20. Jahrhunderts gab es in der Ortsmitte einen Teich.

## Bildung
In Modschiedel gibt es einen katholischen Kindergarten, in dem auch Vorschulunterricht stattfindet.

## Vereine
- Freiwillige Feuerwehr Modschiedel
- Gartenbauverein Modschiedel
- Blasmusikverein „Blasmusik Modschiedel“
- Stammtisch „Stiefelknechte“

## Regelmäßige Feste und Veranstaltungen
- Nacht der Blasmusik (an einem Wochenende zwischen Juni–August)
- Brunnen-Backofenfest (Anfang September)
- Weihnachtskonzert der Blasmusik Modschiedel (vierter Adventssonntag)

## Bildung
In Modschiedel gibt es einen katholischen Kindergarten, in dem auch Vorschulunterricht stattfindet.

## Verkehr
Modschiedel ist durch die Kreisstraße LIF 12 und verschiedene Gemeindestraßen an das Umland angebunden. 3 km südlich verläuft die Autobahn A 70, die Anschlussstellen Stadelhofen (AS 20) und Schirradorf (AS 21) sind beide etwa 7 km entfernt.

## Sehenswürdigkeiten
In der Bayerischen Denkmalliste sind für Modschiedel acht Baudenkmäler aufgeführt.

## Persönlichkeiten
- Johann Herold, Heimatdichter († 1973)